# Фигнер, Вера Николаевна
Ве́ра Никола́евна Фи́гнер (по мужу Фили́ппова; 24 июня [6 июля] 1852 (по другим данным 25 июня [7 июля] 1852), деревня Никифорово, Казанская губерния — 15 июня 1942, Москва) — революционерка, террористка, член Исполнительного комитета «Народной воли», позднее эсерка, но вышла из партии после разоблачения Е. Ф. Азефа и последующего разочарования в терроре. После Февральской революции — председатель Комитета помощи освобождённым каторжанам и ссыльным, член кадетской партии, кандидат от неё в Учредительное собрание. Октябрьскую революцию не приняла, была верна своим «правонародническим» взглядам, но осталась жить в России.
Родной брат Николай — оперный певец, младшая сестра Лидия — революционерка-народница.

## Биография

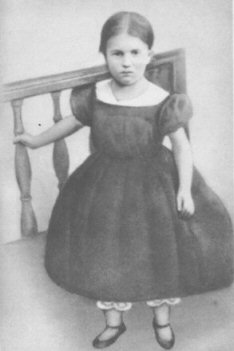
Вера Фигнер в 1857 году

Родилась в дворянской семье. Отец — Николай Александрович Фигнер (1817—1870), штабс-капитан в отставке с 1847 года, служил в Тетюшском уезде Казанской губернии по ведомству Министерства государственных имуществ, получил чин губернского секретаря, затем лесничего в Тетюшском и Мамадышском лесничествах. Был женат на Екатерине Христофоровне Куприяновой (1832—1903). У них было шесть детей: Вера, Лидия, Пётр, Николай, Евгения и Ольга.
В 1863—1869 годах обучалась в Казанском Родионовском институте благородных девиц. В этом заведении уделялось особое внимание религиозному воспитанию учащихся, но Вера становится убеждённой атеисткой, вынеся, однако, из Евангелия «некоторые принципы», такие, как «отдача себя всецело раз избранной цели» и «другие высшие моральные ценности», которые она впоследствии увязала именно с революционной работой. Поступила в Казанский университет, где была ученицей П. Ф. Лесгафта. По её словам, именно моральные убеждения заставили выбрать себе профессию врача: 

 Когда я вышла 17 лет из института, во мне в первый раз зародилась мысль о том, что не все находятся в таких благоприятных условиях, как я. Смутная идея о том, что я принадлежу к культурному меньшинству, возбуждала во мне мысль об обязанностях, которые налагает на меня мое положение по отношению к остальной, некультурной массе, которая живёт изо дня в день, погруженная в физический труд и лишенная того, что обыкновенно называется благами цивилизации. <…> Русская журналистика того времени и то женское движение, которое было в полном разгаре в начале 70-х годов, дали готовый ответ на запросы, которые у меня возникали, они указали на деятельность врача как на такую, которая может удовлетворить моим филантропическим стремлениям. — Фигнер В.Н. Запечатленный труд.
С 18 октября 1870 года (венчались в сельской церкви в Никифорово) замужем за выпускником юридического факультета Казанского университета, самарским судебным следователем Алексеем Викторовичем Филипповым. Брак был заключён ещё до увольнения Лесгафта. После увольнения Лесгафта и прекращения обучения женщин на медицинском факультете Казанского университета вместе с супругом выехали в Швейцарию с целью завершить медицинское образование. Брак, не обязательно фиктивный, был типичным способом «бегства» от родителей и выбора своего жизненного пути для русских женщин в XIX веке.
В 1872 году поступила на медицинский факультет Цюрихского университета, где познакомилась с народницей Софьей Бардиной и сложившимся вокруг неё кружком русских студенток «Фричи». «Все студентки были от неё без ума», утверждал В. К. Плеве, директор Департамента полиции и будущий министр внутренних дел. В 1873 году изучала с ними политэкономию, историю социалистических учений и революционного развития в Европе. Утверждала, что её любимый литературный герой — Рахметов, персонаж романа Н. Г. Чернышевского «Что делать?».

Есть натуры, которые не гнутся, их можно только сломить, сломить насмерть, но не наклонить к земле. К числу их принадлежит Вера Николаевна…— С. Иванов

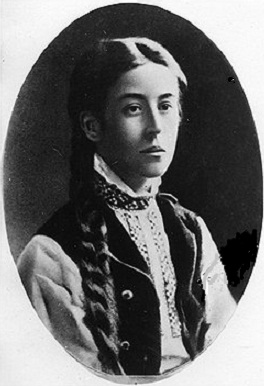
Вера Фигнер. 1870 год.

В 1874 году перешла на учёбу в Бернский университет, где познакомилась с П. Л. Лавровым и М. А. Бакуниным, после чего кружок «фричей» превратился в ядро «Всероссийской социально-революционной организации». В 1875 году, не завершив образования, по требованию коллег по организации вернулась в Россию, где сдала экзамены на звание фельдшерицы. В 1876 году был официально оформлен развод с мужем. Филиппов не разделял революционных взглядов жены и, покинув Швейцарию ещё в 1874 году, вернулся на судебную службу в Казанской губернии.
С 1876 года — участница «хождения в народ»; вела пропаганду среди крестьян в селе Студенцы, Самарской губернии. В 1878 году в течение 10 месяцев работала фельдшером в селе Вязьмино Саратовской губернии.

Каждую минуту мы чувствовали, что мы нужны, что мы не лишние. Это сознание своей полезности и было той притягательной силой, которая влекла нашу молодёжь в деревню; только там можно было иметь чистую душу и спокойную совесть

Формально Вера Фигнер не входила в организацию «Земля и воля», но возглавляла созданный ею автономный кружок «сепаратистов» (Александр Иванчин-Писарев, Юрий Богданович, Александр Соловьёв и др.), который разделял платформу землевольцев и сотрудничал с ними. В 1879 году участвовала в воронежском съезде землевольцев. После распада «Земли и воли» вошла в Исполнительный комитет организации «Народная воля», вела агитацию среди студентов и военных в Петербурге и Кронштадте. Участвовала в подготовке покушений на Александра II в Одессе (1880) и Петербурге (1881). Единственным светлым воспоминанием о пребывании в Одессе для неё осталась встреча с «Сашкой-инженером» (Ф. Юрковским, совершившим по поручению организации ограбление херсонского казначейства), который дал ей прозвище «Топни-ножка». Когда писатель Вересаев спросил о происхождении этой клички, Фигнер лукаво улыбнулась: «Потому что красивые женщины имеют привычку топать ножкой». Полицейским ведомством характеризовалась следующим образом: «небольшого роста, худощавая, темная шатенка с проседью, лицо желтоватое с бледным румянцем, нос большой прямой, на правой стороне шеи шрам, уши большие белые».

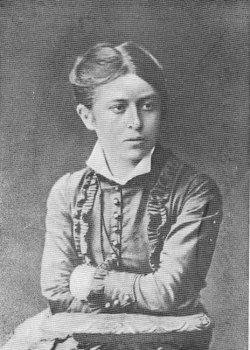
Вера Фигнер. 1880 г.

После убийства Александра II смогла скрыться, оказавшись единственным не арестованным полицией членом организации. Выехав в Одессу, участвовала (вместе со Степаном Халтуриным) в покушении на военного прокурора Стрельникова В. С.[уточнить].
Весной 1883 года в Харькове выдана полиции С. П. Дегаевым, арестована и предана суду. В сентябре 1884 года по «Процессу четырнадцати» Фигнер приговорена Петербургским военно-окружным судом к смертной казни.

Я часто думала, могла ли моя жизнь <…> кончиться чем-либо иным, кроме скамьи подсудимых? И каждый раз отвечала себе: нет!

«Просто „обожал“, буквально обожал до религиозного экстаза» Веру Фигнер Глеб Успенский. Весть об её аресте потрясла его, «он даже зарыдал и долго не мог успокоиться». В день оглашения приговора по Процессу четырнадцати писатель сумел передать Вере Фигнер, только что осуждённой на смерть, записку: «Как я вам завидую! Глеб Успенский».
В последнем слове на суде Вера Фигнер сказала:

Если бы какой-нибудь орган общества указал мне другой путь, кроме насилия, быть может, я бы его выбрала, по крайней мере испробовала бы. Но я не видела протеста ни в земстве, ни в суде, ни в каких-либо корпорациях; не было воздействия и литературы в смысле изменения той жизни, которою мы живем, — так что я считала, что единственный выход из того положения, в котором мы находимся, заключается в насильственной деятельности. Раз приняв это положение, я пошла этим путем до конца. Я всегда требовала от личности, как от других, так, конечно, и от себя, последовательности и согласия слова с делом, и мне казалось, что, если я теоретически признала, что лишь насильственным путем можно что-нибудь сделать, я обязана принимать и непосредственное участие в насильственных действиях, которые будут предприняты той организацией, к которой я примкнула. К этому меня принуждало очень многое. Я не могла бы со спокойной совестью привлекать других к участию в насильственных действиях, если б я сама не участвовала в них: только личное участие давало мне право обращаться с различными предложениями к другим лицам. Собственно говоря, организация «Народная воля» предпочитала употреблять меня на другие цели — на пропаганду среди интеллигенции, но я хотела и требовала себе другой роли: я знала, что и суд всегда обратит внимание на то, принимала ли я непосредственное участие в деле, и то общественное мнение, которому одному дают возможность свободно выражаться, обрушивается всегда с наибольшей силой на тех, кто принимает непосредственное участие в насильственных действиях, так что я считала прямо подлостью толкать других на тот путь, на который сама не шла бы.
Вот объяснение той «кровожадности», которая должна казаться такой страшной и непонятной и которая выразилась в тех действиях, одно перечисление которых показалось бы суду циничным, если бы оно не вытекало из таких мотивов, которые во всяком случае, мне кажется, не бесчестны.
— Запечатленный труд.
После девяти дней ожидания исполнения приговора казнь была заменена бессрочной каторгой в Шлиссельбургской крепости, где Фигнер была помещена в одиночную камеру и стала «номером 11» (заключённых в тюрьме называли не по именам, а по номерам).. В тюрьме писала стихи. Пыталась установить связь с другими политическими заключёнными  (в частности, с Н. А. Морозовым и др.), организовывать коллективные протесты против тяжёлых условий содержания. Пользовалась большим авторитетом у заключённых-мужчин. В 1902 году при попытке ужесточения режима сорвала со смотрителя тюрьмы погоны, что могло расцениваться как оскорбление действием, за которым должны были последовать военный суд и казнь. Несколько недель ждала военного суда. В отличие от И. Н. Мышкина и  Е. И. Минакова, казнённых за оскорбление действием, не понесла наказания за свой поступок, наоборот, смотритель тюрьмы был уволен, а ужесточение режима отменено.
В 1903 году умирающая мать Фигнер написала царю прошение о помиловании дочери, и бессрочную каторгу ей заменили на двадцатилетнюю. Проведя 20 лет в одиночном заключении, осенью 1904 года вышла из Шлиссельбурга. Была отправлена в ссылку — вначале в Нёноксу Архангельской губернии, затем — в Казанскую губернию, оттуда — в Нижний Новгород.

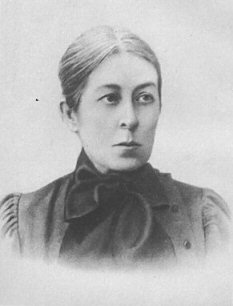
Вера Фигнер. 1906 год.

В 1906 году типография А. Гольдберга выпустила небольшую книжку Веры Фигнер «Стихотворения», в которую вошло 25 стихов. В этом же году была объявлена амнистия многим заключённым, и Вера Фигнер получила разрешение выехать за границу для лечения. В 1907 году вступила в партию эсеров. Вышла из партии после разоблачения Е. Ф. Азефа, которого долго защищала от невероятных, по её мнению, обвинений в провокаторской деятельности.
В 1910 году выступила инициатором создания «Парижского комитета помощи политкаторжанам», в ходе его организации сблизилась с Е. П. Пешковой. Комитет ставил целью организовать общественное мнение на Западе на защиту политических заключённых в России и одновременно оказать им материальную помощь, для чего вёл работу в Англии, Бельгии, Голландии, Швейцарии. Денежные взносы поступали из Гамбурга и Бухареста, Неаполя и Чикаго. Сама Фигнер, неплохо освоившая английский и французский языки, постоянно выступала на митингах, в частных домах, на студенческих собраниях. Опубликовала ряд злободневных статей на политические темы в зарубежных журналах. Стиль её статей вызвал одобрение И. А. Бунина: «Вот у кого нужно учиться писать!»
В 1915 году при возвращении в Россию на границе арестована, осуждена и сослана под надзор полиции в Нижний Новгород. В декабре 1916 года, благодаря брату Николаю, солисту Императорских театров, получила разрешение жить в Петрограде.
Февральскую революцию 1917 года Вера Фигнер встретила в качестве председателя Комитета помощи освобождённым каторжанам и ссыльным. В марте 1917 года участвовала в манифестации солдат и работниц, требовавших равноправия женщин. На приёме, устроенном Председателем Временного правительства князем Г. Е. Львовым, требовала предоставления женщинам избирательных прав на выборах в Учредительное собрание. В апреле 1917 года избрана почётным членом Всероссийского съезда учителей, членом Исполнительного комитета Всероссийского совета крестьянских депутатов; на II съезде Трудовой группы призывала к объединению народнических групп в одну партию.
4 мая 1917 года была избрана почётным председателем Всероссийского съезда представителей Советов крестьянских депутатов, 19 мая вошла в состав Исполкома Всероссийского совета крестьянских депутатов, который 27 июля номинировал её кандидатом в члены Учредительного собрания. Была членом Предпарламента.
18 июня 1917 года подписала воззвание старых революционеров ко всем гражданам России за продолжение войны «до победного конца».
Октябрьскую революцию 1917 года не приняла.
В мае 1918 года по приглашению своей племянницы Веры Сергеевны Стахевич (дочери сестры Лидии) переехала из голодного Петрограда в село Лугань (Севский уезд, Орловская губерния). После потери своих близких (в Лугани в 1919—1920 годах умерли сёстры Ольга, Лидия, племянница Вера Сергеевна Стахевич) Вера Николаевна осталась одна с годовалым внучатым племянником Сергеем, сыном В. С. Стахевич. В марте 1920 года из Москвы приехала жена известного ученого-химика, бывшего народовольца А. Н. Баха и увезла Веру Николаевну в столицу. Ребёнка забрала и усыновила другая племянница Веры Николаевны — Татьяна Сергеевна Стахевич, приехавшая за мальчиком с Украины.
В 1921—1922 годах опубликовала двухтомный «Запечатлённый труд» об истории русского революционного движения.
В середине 1920-х принимала участие в создании Всесоюзного общества политкаторжан и ссыльнопоселенцев, а также в организации его деятельности (в 1928 году имелось не менее 50 филиалов в разных городах), равно как и в деятельности множества других общественных организаций (около 15), была председателем исполнительного бюро Всероссийского общественного комитета по увековечению памяти П. А. Кропоткина.
В 1922 году в московском Музее Революции большевики устроили Вере Фигнер торжественное чествование, в связи с её 70-летием. 14 марта 1926 года в связи с 45-й годовщиной убийства императора Александра II Вере Фигнер была назначена персональная пенсия как участнику покушения. В 1933 году эта пенсия была увеличена.

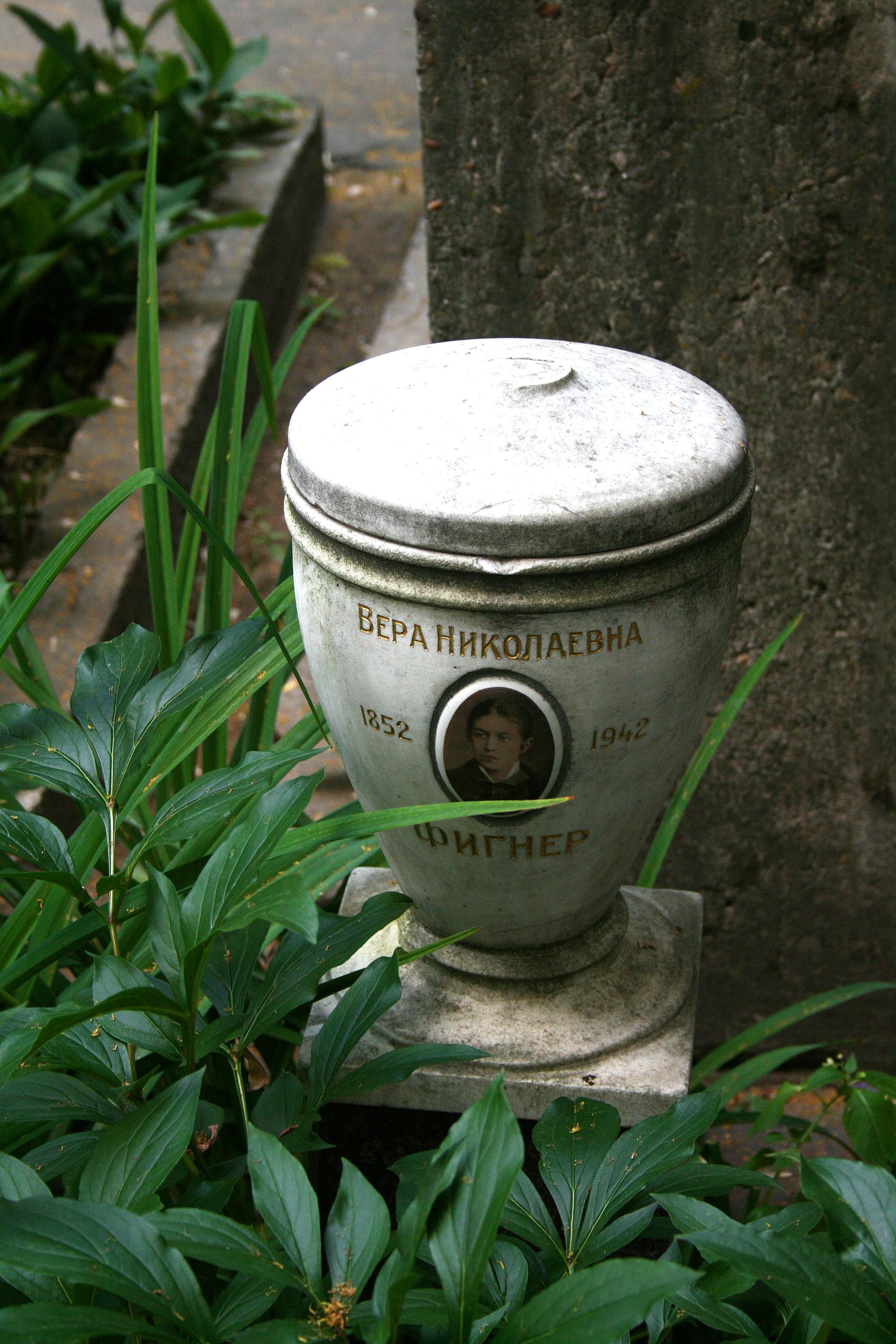
Захоронение Веры Фигнер на Новодевичьем кладбище Москвы

В 1927 году в числе группы «старых революционеров» обращалась к советскому правительству с требованием прекратить политические репрессии, но её голос не был услышан. В день 80-летия (1932 год) было издано полное собрание её сочинений в 7 томах — рассказ об ужасах жизни в «царских застенках». Фигнер так и не стала членом Коммунистической партии, хотя люди обычно воспринимали её как коммунистку. Они просили её о поддержке в годы репрессий, она писала обращения к властям, тщетно пытаясь спасти от гибели людей, обращалась за поддержкой к М. И. Калинину, Ем. Ярославскому.
Умерла 15 июня 1942 года от пневмонии, похоронена в Москве на Новодевичьем кладбище.

Вы спрашиваете, — что делать? Нужна революция. Да, снова революция. Но наша задача слишком грандиозна. Революция слишком необычна, и надо серьёзно готовиться к ней. Что толку, если снова угнетённые сядут на место бывших властников? Они сами будут зверьми, даже, может быть худшими. …Нам надо сегодня же начать серьёзную и воспитательную работу над собой, звать к ней других… Когда человек поймёт в человеке, что он высокая индивидуальность, что он большая ценность, что он свободен также, как и другой, тогда только станут обновлёнными наши взаимоотношения, только тогда совершится последняя светлая духовная революция и навсегда отпадут заржавленные цепи.— В. Н. Фигнер, 11 апреля 1925, газета российских рабочих организаций США и Канады «Рассвет»

## Оценка заслуг Советским правительством
В 1926 году специальным постановлением Совета Народных Комиссаров, подписанным В. В. Куйбышевым, В. Н. Фигнер в числе восьми других «участников цареубийства 1 марта 1881 года» была назначена персональная пожизненная пенсия.
В 1922 году 70-летие Веры Николаевны было отмечено торжественным заседанием в Музее Революции.
В день 80-летия в 1932 году старейшую революционерку приветствовали ветераны революционного движения Ф. Кон, Емельян Ярославский. Сообщения о чествованиях помещались в центральных газетах.
В 1933 году Постановлением Совнаркома СССР пенсия была увеличена:

Совет Народных Комиссаров Союза ССР постановляет:
Увеличить размер персональной пенсии участникам террористического акта 1 марта 1881 года: Вере Николаевне Фигнер, Анне Васильевне Якимовой-Диковской, Михаилу Федоровичу Фроленко, Анне Павловне Прибылёвой-Корба и Фани Абрамовне Морейнис-Муратовой — до 400 рублей в месяц с 1 января 1933 года.
8 февраля 1933 года, Москва, Кремль.

Хотя она сама сожалела о террористической деятельности, но в условиях борьбы с террористами в конце 30-х годов о Фигнер и других народовольцах старались не вспоминать. Один из её внучатых племянников был расстрелян в 1938 году. Она писала Сталину, Калинину, просила не расстреливать старых членов кадетской, эсеровской и других народнических партий.

## Адреса в Санкт-Петербурге

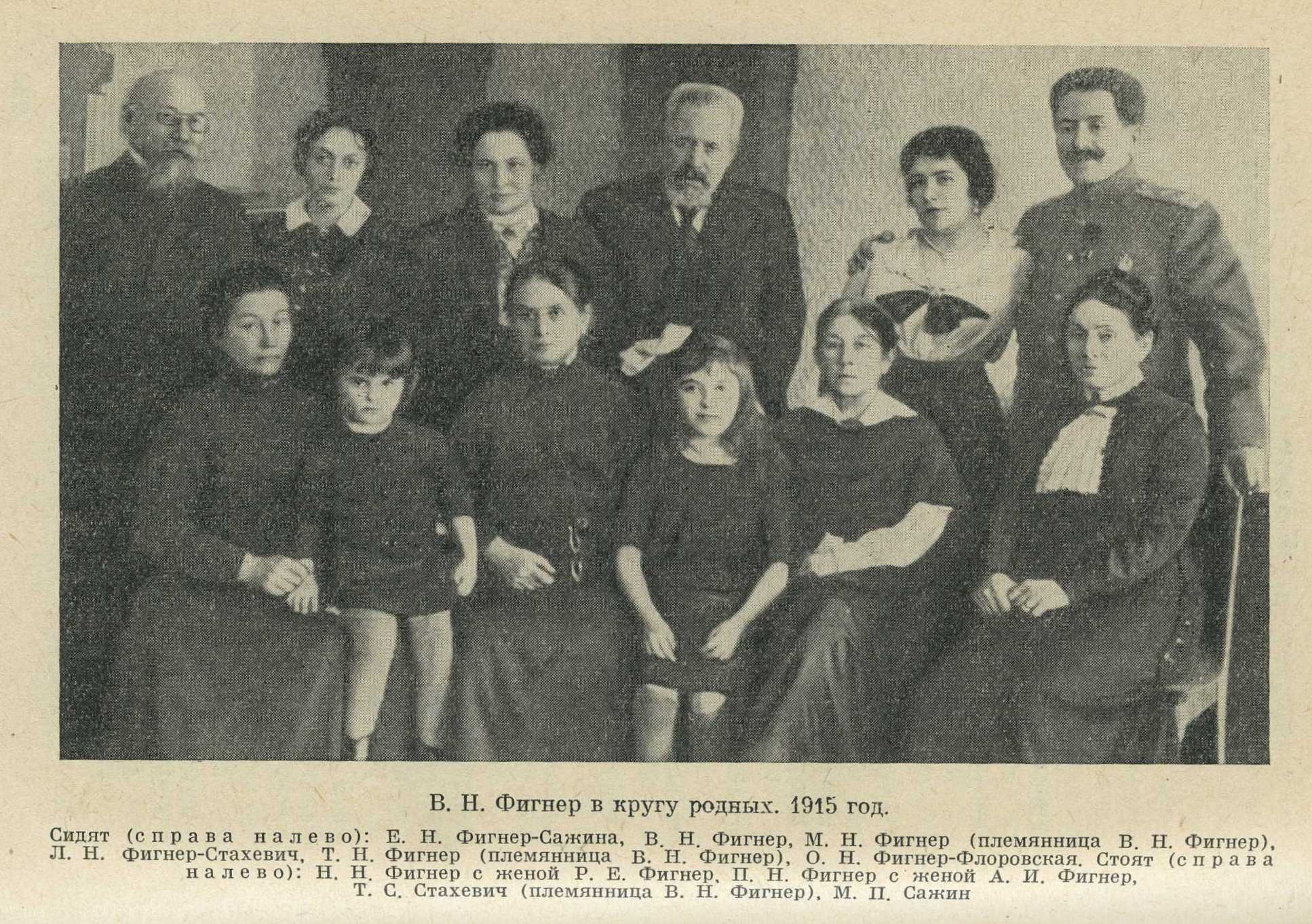
Семья Фигнер в 1915 г.

- Вторая половина августа — середина сентября 1879 года — доходный дом (Лештуков переулок, 15)[13].
- Начало января — 3 апреля 1881 года — конспиративная квартира ИК «Народной воли» (набережная Екатерининского канала, 78, кв. 8).

## Память
- Именем Фигнер в 1928 году названа малая планета ((1099) Фигнерия).
- Мемориальная доска на доме, в котором В. Н. Фигнер отбывала ссылку в 1904—1905 годах на улице, названной в её честь (село Нёнокса)[14].
- В городе Горький (Нижний Новгород) её именем была названа одна из улиц в центре города. В 1990-е годы улице было возвращено прежнее название (Варварская).
- В настоящее время именем Веры Фигнер названы улицы в следующих городах: Пермь, Мамадыш (Татарстан), Воронеж (улица и переулок), Санкт-Петербург, Одесса (Малиновский район), Городец.

Именем Фигнер в 1928 году был назван (переименован) товаро-пассажирский пароход «Харитина» (1908—1928).

#### Сочинения
- Вера Фигнер. Избранные произведения в 3-х т. М.: Издательство всесоюзного общества политкаторжан и ссыльно-поселенцев, 1933.
- «Запечатленный труд», том 1 Архивная копия от 29 ноября 2009 на Wayback Machine
- «Запечатленный труд». Том 2. Когда часы жизни остановились Архивная копия от 13 октября 2010 на Wayback Machine
- После Шлиссельбурга (1929). Том 3 Архивная копия от 22 февраля 2008 на Wayback Machine
- Вера Фигнер. Полное собрание сочинений в 7-ми томах
  - Том 5 Очерки, статьи, речи Архивная копия от 13 октября 2010 на Wayback Machine
  - Том 6 Письма Архивная копия от 13 октября 2010 на Wayback Machine
  - Том 7 Письма после освобождения Архивная копия от 22 марта 2009 на Wayback Machine
- Стихи В. Фигнер // Поэты-демократы 1870—1880-х годов. — Л.: «Советский писатель», 1968. — (Библиотека поэта)
- «Процесс 14-ти». Последнее слово В. Н. Фигнер [1884]
- Письмо В. Н. Фигнер от 17 июля 1932 г.
- «Процесс 14-ти». Воспоминания Веры Фигнер [1932]
- Фигнер В. Н. Член Исполнительного комитета партии «Народная Воля» Михаил Фёдорович Фроленко. — М.: Издательство Всесоюзного общества политкаторжан и сс.-поселенцев, 1926. — 29 с.
- Вера Фигнер. Стихотворения. — СПб.: Типография А. А. Гольдберга, 1906. — 40 с.; портр. (Библиотека освободительной борьбы. 1906 г. — № 3.)

#### Переводы
- Рёссель, Б. [=Бертран Рассел] Очерки изъ исторіи германской соціалъ-демократической рабочей партіи. Шесть лекцій/ Перев. съ англійскаго В. Фигнеръ; редакція и предисловіе В. Канеля. [=В. Я. Канель] Спб, 1906. — XXIV+137 c.

## Художественный образ
- В 1885 году Надсон, вдохновлённый образом Веры Фигнер и под впечатлением «Процесса четырнадцати», написал стихотворение «По смутным признакам, доступным для немногих…»[15]
- Пётр Якубович посвятил Вере Фигнер стихотворение «Поздняя радость».
- Анна Баркова Вера Фигнер.
- Владимир Войнович. Степень доверия. Повесть о Вере Фигнер. — М.: Политиздат, 1972. (Серия «Пламенные революционеры»)[16]. Переиздание: Владимир Войнович. Деревянное яблоко свободы: Роман о переломном периоде в истории России. — М.: Эксмо, 2008. — 384 с. — ISBN 978-5-699-29401-5[17]
- Евгений Евтушенко. Главка «Фигнер» из поэмы «Казанский университет» (1971)[18]
- Борис Арцыбашев. Портрет В. Н. Фигнер